# 2-й Далекосхідний фронт
Дру́гий Далекосхі́дний фронт — оперативно-стратегічне об'єднання Червоної армії з 5 серпня 1945 до 1 жовтня 1945.
Фронт діяв в 1945 році на Далекому Сході, Маньчжурії, Сахаліні і Курильських островах.

## Історія створення
Утворений 5 серпня 1945 р. на підставі директиви Ставки ВГК від 2 серпня 1945 р. з військ і польового управління Далекосхідного фронту. У його склад увійшли 2-га Червонопрапорна, 15-та, 16-та загальновійськові і 10-та повітряна армії, 5-й стрілецький корпус, 88-й стрілецький батальйон і Камчатський оборонний район. У оперативному підпорядкуванні фронту знаходилися Червонопрапорна Амурська і Північна Тихоокеанська військові флотилії.
У період з 9 серпня по 2 вересня 1945 р. 2-й Далекосхідний фронт в ході стратегічної Маньчжурської операції провів: у взаємодії з Амурською військовою флотилією Сунгарійську операцію, у взаємодії з Північно-Тихоокеанською флотилією Південно-Сахалінську і Курильську десантну операції.
У Маньчжурській операції війська 2-го Далекосхідного фронту діяли на сунгарійському, ціцікарському і жаохейському напрямках. Наступаючи в умовах гірсько-тайгової і заболоченої місцевості, вони завдали поразки японської 4-ї окремої армії, частини сил 1-го фронту Квантунської армії і військам 5-го фронту. Радянські війська просунулися на цицикарському напрямку на 100—150 км, а на сунгарійському до 300 км. 2-га Червонопрапорна армія вийшла в район Калочжань, Лунчжень, 15-та армія в район Саньсин, а 5-й стрілецький корпус, що діяв на жаохейському напрямку, в район Болю.
1 жовтня 1945 р. на підставі директиви Ставки ВГК від 10 вересня 1945 р. 2-й Далекосхідний фронт розформований, його польове управління реорганізоване в управління Далекосхідного військового округу 2-го формування.

## Військові операції

### Стратегічні операції
- Манчжурська наступальна операція 1945

### Фронтові та армійські операції
- Сунгарійська наступальна операція
- Південно-Сахалінська наступальна операція
- Курильська десантна операція

## Військові формуванняу складі фронту

### 5 серпня1945року
- Армії:
  - 2-га Червонопрапорна армія
  - 15-та армія
  - 16-та армія
  - 10-та повітряна армії

- - З'єднання фронтового підпорядкування:
    - Стрілецькі, повітряно-десантні и кавалерійські з'єднання:
      - 5-й стрілецький корпус,
      - 88-й стрілецький батальйон
      - Камчатський оборонний район.

## Командувачі
- генерал армії М. О. Пуркаєв